# Diecéze agenská
Diecéze Agen (lat. Dioecesis Agennensis, franc. Diocèse d'Agen) je francouzská římskokatolická diecéze. Leží na území departementu Lot-et-Garonne, jehož hranice přesně kopíruje. Sídlo biskupství a katedrála Saint-Caprais d'Agen se nachází v Agen. Diecéze je součástí církevní provincie Bordeaux.
Roku 2024 je diecézním biskupem Mons. Alexandre de Bucy.

## Historie

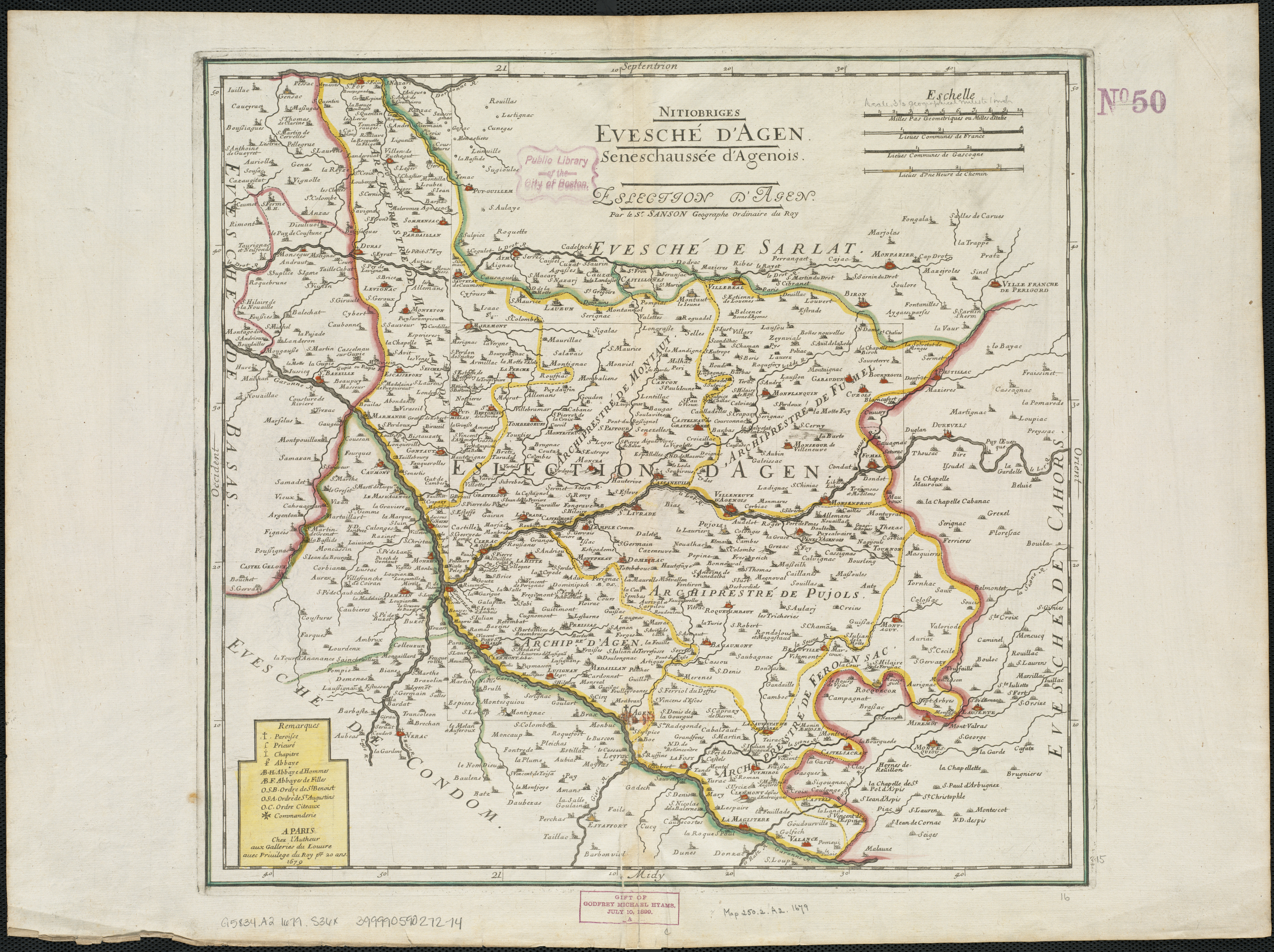
Historická mapa diecéze Agen z roku 1679

Diecéze Agen byla zřízena v průběhu 4. století. Dne 11. července 1317 byla část území vyčleněna do nově vzniklé diecéze Condom. Tato diecéze byla spolu s diecézemi Auch, Lescar, Diecéze Lectoure a Tarbes v důsledku konkordátu z roku 1801 zrušena a území těchto diecézí bylo zčásti (v některých případech zcela) včleněno do diecéze Agen. Diecéze Tarbes byla 6. října 1822 obnovena. Obnovena byla i diecéze Auch, pod názvem Auch-Condom-Lectoure-Lombez (nesoucí název i dalších již neobnovených diecézí).
Diecéze Agen je sufragánní diecézí arcidiecéze Bordeaux.